# Верхнее Скопино
 Верхнее Скопино — деревня в Кировской области. Входит в состав муниципального образования «Город Киров»

## География
Расположена на расстоянии примерно 11 км по прямой на запад-юго-запад от железнодорожного вокзала станции Киров.

## История
Известна с 1770 года как деревня Шалаевская с 13 жителями, в 1802 (починок Шалаевской в 5-м селении) 4 двора. В 1873 году здесь (деревня Шалаевская 5-я или Скопины верхние) дворов 4 и жителей 42, в 1905 6 и 37, в 1926 (Верхние Скопины или Шалаевская 5-я) 8 и 47, в 1950 (Верхние Скопины) 9 и 29, в 1989 2 постоянных жителя. Административно подчиняется Ленинскому району города Киров.

## Население
Постоянное население составляло 1 человек (русские 100%) в 2002 году, 1 в 2010.